# Loreto (gemeente in Mexico)
Loreto is een gemeente in de Mexicaanse deelstaat Baja California Sur. De hoofdplaats van Loretoz is Loreto. Loreto heeft een oppervlakte van 4.878 km² en telt 18.052 inwoners (census 2020).

## Bevolkingsgroei
- 1995: 9.986 inwoners
- 2000: 11.812 inwoners
- 2005: 11.839 inwoners
- 2010: 16.738 inwoners
- 2015: 18.912 inwoners
- 2020: 18.052 inwoners

Comondú · La Paz · Loreto · Los Cabos · Mulegé